# Олоид

Структура олоида. Показаны два 240-градусных круговых сектора и выпуклая оболочка.

Развёртка олоида

Олоид — трёхмерный криволинейный геометрический объект, открытый Полом Шатцем в 1929 году. Это выпуклая оболочка каркаса, сделанного из двух соединённых конгруэнтных окружностей в перпендикулярных плоскостях так, что центр каждой окружности лежит на другой окружности. Расстояние между центрами окружностей равно радиусу окружностей. Одна треть периметра каждого круга лежит внутри выпуклой оболочки, поэтому одна и та же форма может быть также сформирована как выпуклая оболочка двух оставшихся круглых дуг, каждая из которых охватывает угол 4π / 3.

## Площадь поверхности и объём
Площадь поверхности олоида, вычисляемая по формуле
{\displaystyle A=4\pi r^{2},}
что равняется площади поверхности сферы равного радиуса. 
Объём олоида в окончательном виде вычисляется по формуле
{\displaystyle {\frac {2}{3}}\left(2E\left({\frac {3}{4}}\right)+K\left({\frac {3}{4}}\right)\right)r^{3},}
где K и E означают полные эллиптические интегралы первого и второго рода соответственно. Численный расчёт даёт
{\displaystyle V\approx 3{,}0524184684\,r^{3}.}

## Кинетика
Во время качения каждая точка поверхности олоида касается плоскости, по которой она катится. В отличие от большинства аксиально-симметричных объектов (цилиндр, сфера и т. д.), при качении на плоской поверхности его центр масс движется по траектории меандра, а не линии. При каждом обороте расстояние между центром массы олоида и поверхностью качения имеет два минимума и два максимума. Разница между максимальной и минимальной высотой определяется формулой
{\displaystyle \Delta h=r\left({\frac {\sqrt {2}}{2}}-3{\frac {\sqrt {3}}{8}}\right)\approx 0{,}0576\,r,}
где r — радиус дуги олоида. Поскольку эта разница довольно маленькая, движение олоида достаточно плавное. В каждой точке во время этого движения качения олоид касается плоскости в сегменте линии. Длина этого отрезка остаётся неизменной по всему движению и определяется выражением
{\displaystyle l={\sqrt {3}}r.}

## Связанные формы
Сферикон — выпуклая оболочка двух полукругов в перпендикулярных плоскостях с центрами в одной точке. Его поверхность состоит из кусков четырёх конусов. Он похож на олоид и, подобно ему, представляет собой развитую поверхность, которая может быть разработана путем прокатки. Однако его экватор представляет собой квадрат, в отличие от экватора олоида, который углов не имеет.